# 11249 Etna
För andra betydelser, se Etna (olika betydelser).
11249 Etna eller 1971 FD är en asteroid i huvudbältet som upptäcktes den 24 mars 1971 av den nederländsk-amerikanske astronomen Tom Gehrels och det nederländska astronomparet Ingrid van Houten-Groeneveld och Cornelis Johannes van Houten vid Palomarobservatoriet. Den är uppkallad efter vulkanen Etna.
Asteroiden har en diameter på ungefär 10 kilometer och den tillhör asteroidgruppen Hilda.